# Agnes von Wallenroth

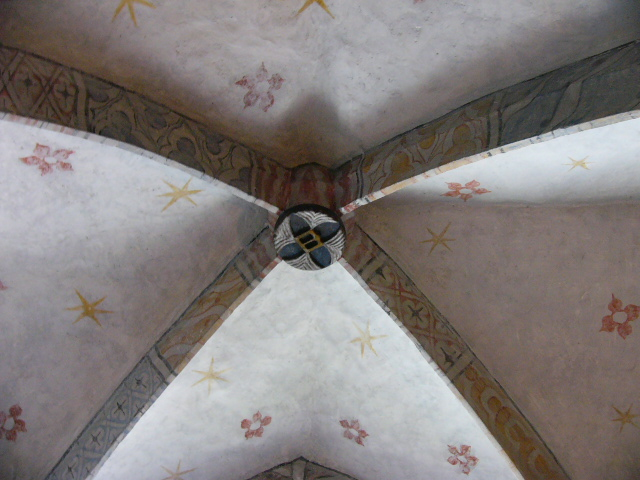
Spuren der Familie Wallenroth in Himmelkron: Schlussstein in der Ritterkapelle

Agnes von Wallenroth († um den 22. Juli 1409 in Himmelkron) war bis 1409 Äbtissin des Klosters Himmelkron.
Agnes stammte aus der Familie von Wallenroth. Ihr Epitaph hat sich in der Klosterkirche von Himmelkron erhalten. Er wurde bei Restaurierungsarbeiten unter dem Kirchenfußboden geborgen und im Langhaus der Kirche aufgestellt. Der Inschrift ist zu entnehmen, dass sie um den Tag Maria Magdalena, dem 22. Juli, gestorben ist. Neben Abschnitten der Inschrift ist die Schnalle als charakteristisches Element des Familienwappens als Helmzier erkennbar.
Ein weiteres Mitglied der Familie war die 1538 genannte Siechmeisterin Margaretha von Wallenroth. Die Altarplatte der Ritterkapelle birgt ein verbautes Epitaph der Wallenroth. 1965 wurde im Boden der Kapelle ein weiterer Grabstein geborgen. Beide Steine werden auf die Zeit um 1300 datiert. Ein bemalter Schlussstein des Gewölbes der Ritterkapelle stellt einen weiteren Bezug zur Familie Wallenroth her.